# Vejle Boldklub Kolding
Der Vejle Boldklub Kolding (Vejle Kolding oder VB Kolding) war ein dänischer Fußballverein. 

## Geschichte
Der Klub wurde am 4. März 2011 durch den Zusammenschluss der beiden Vereine Vejle BK und Kolding FC gegründet. Im Juni 2013 wurde der Verein nach nur zwei Jahren des Bestehens wieder aufgelöst und in die Vereine Vejle BK und Kolding IF aufgegliedert. Der Verein spielte beide Jahre seines Bestehens in der 1. Division und verpasste zweimal mit dem dritten Platz den Aufstieg in die Superliga. Der einzige Präsident des Vereines war zwei Jahre lang der Akademiker Henrik Tønder.

## Stadion
Der Verein trug seine Heimspiele im 10.500 Zuschauer fassenden Vejle Stadion aus.